# Gå og se
Gå og se (russisk: Иди и смотри) er en sovjetisk spillefilm om den tyske besættelse af Hviderusland under 2. verdenskrig fra 1985 af Elem Klimov.

## Medvirkende
- Aleksej Kravtjenko som Fljora
- Olga Mironova som Glasja/Glafira
- Liubomiras Laucevičius
- Vladas Bagdonas som Rubezj
- Tatjana Sjestakova